# Skály
Skály är en ort i Tjeckien.   Den ligger i regionen Södra Böhmen, i den centrala delen av landet, 100 km söder om huvudstaden Prag. Skály ligger 384 meter över havet och antalet invånare är 261.
Terrängen runt Skály är varierad. Runt Skály är det ganska glesbefolkat, med 34 invånare per kvadratkilometer. Närmaste större samhälle är Písek, 9,9 km norr om Skály. Trakten runt Skály består till största delen av jordbruksmark.